# マリーナ・デル・ピラール・アビラ・オルメダ
マリナ・デル・ピラール・アビラ・オルメダ (スペイン語:Marina del Pilar Ávila Olmeda)は、メキシコ合衆国の弁護士、政治家。2019年から2021年まではメヒカリ市の市長を務め、現在はバハ・カリフォルニア州知事を務めている。